# Maserati 4C 2500
La 4C 2500 è una autovettura biposto da competizione costruita dalla Maserati dal 1934 al 1937 in un solo esemplare. Durante il periodo di produzione quest'ultimo fu ricarrozzato da monoposto (Maserati 4CM 2000). Il motore fu venduto singolarmente all'ungherese Lazlo Hartmann nel 1937, che lo installò sulla sua Maserati 6CM .
I piloti che guidarono il modello furono Piero Taruffi, Goffredo Zehender, José de Villapadierna, Nino Farina e Carlo Felice Trossi. La gara d'esordio fu il Gran Premio di Monaco del 1934 .
La costruzione del modello fu decisa per estendere la gamma delle vetture Maserati che montavano motori da quattro cilindri, adoperando propulsori da 2000 cm³ e da 2500 cm³ di cilindrata. La decisione fu presa a seguito del buon risultato di questi motori. Il propulsore montato sulla 4C 2500 aveva una cilindrata di 2482,6 cm³, con cilindri verticali, ed erogava una potenza di 195 CV a 5300 giri al minuto. Aveva un'ottima coppia anche a bassi regimi.
L'accensione era singola con magnete Scintilla, mentre l'alesaggio e la corsa erano rispettivamente 84 e 112 mm. 
La distribuzione era composta di due valvole per cilindro disposte a V di 90°, con doppio albero a camme in testa. L'alimentazione era sovralimentata con compressore Roots. Un carburatore Weber 55AS1 o DCO era montato prima del compressore. Il motore aveva un rapporto di compressione di 5,8:1. Raggiungeva la velocità massima di 220 km/h .
La carrozzeria era fabbricata usando l'alluminio. Il telaio era formato da due longheroni con traverse in profilati d'acciaio.
I freni erano a tamburo sulle ruote con comando meccanico, mentre il cambio era a quattro rapporti. Le sospensioni, sia anteriori che posteriori, erano a balestre e ammortizzatori a frizione. Lo sterzo era a vite senza fine e a settore dentato.